# 레지나 챌리

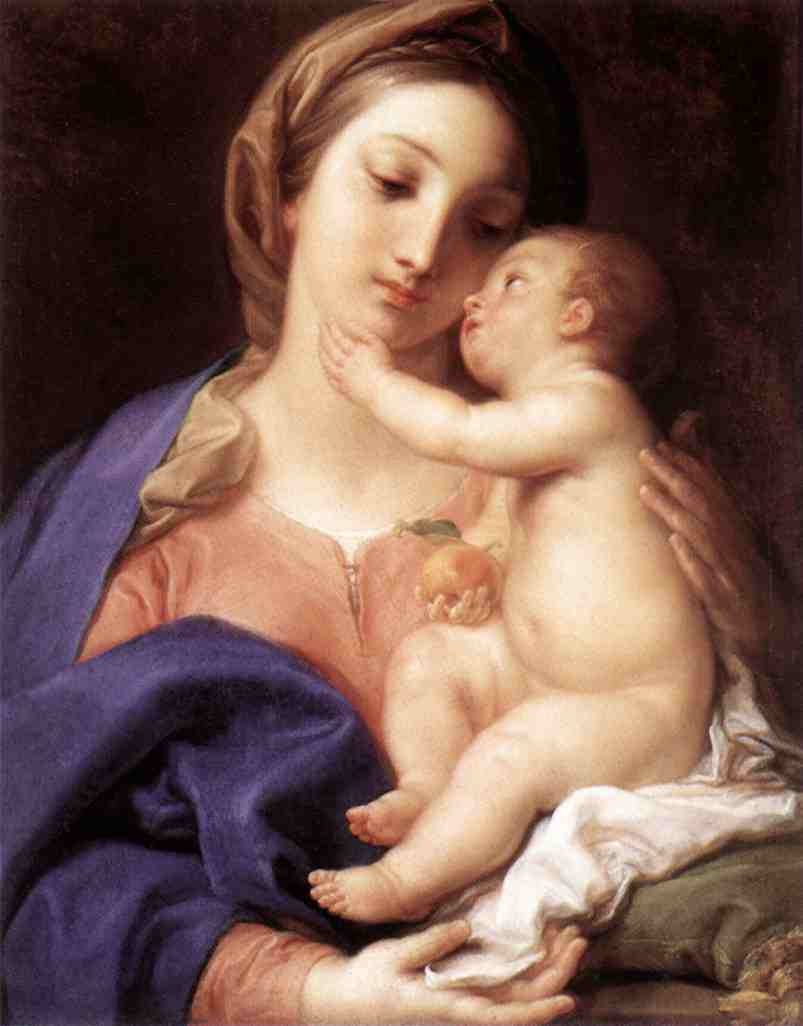
폼페오 바토니가 그린 성모자

레지나 챌리(라틴어: Regina Caeli)는 로마 가톨릭교회의 성모 찬송 가운데 하나로서, 특히 부활시기 동안 성무일도 끝기도 중 마침기도를 마치고 나서 이를 외우거나 노래한다. 레지나 챌리는 부활시기(예수 부활 대축일부터 성령 강림 대축일) 동안 부활 삼종기도로 바치기도 한다. 과거에는 부활의 기쁨을 드러내는 기도문이라는 뜻에서 ‘희락(喜樂) 삼종경’이라고 불렀다. 기쁨을 드러내는 성격의 기도문이기 때문에 늘 일어서서 바쳐야 한다.

## Regina caeli(하늘의 모후님)
‘Regina Caeli’(레지나 첼리)는 주님 부활 대축일 끝기도부터 성령 강림 대축일까지 불린다. 
우선 예수님의 부활이 어머니이신 성모님의 기쁨의 원천이라 밝히며, 그 부활을 “알렐루야”(Alleluia)로써 환호한다. 이어 성모님은 부활하신 그분을 태중에 모시기에 “합당”(Meruisti)하셨으며, 바로 그분께서 이미 예고된 대로 부활하셨다는 구원 사실을 선포한다. 그리고 죽음에서 부활하신 분의 어머니께서 우리를 위하여 하느님께(Deum) 기도해 주시기를 간청한다.
Regina caeli의 그레고리오 성가와 그레고리오 성가를 바탕으로 탄생한 몇 가지의 다성음악을 소개한다.
1. 그레고리오 성가 Regina caeli
2. 팔레스트리나의 Regina caeli
3. 빅토리아의 Regina caeli

## 라틴어 원문
Regina caeli, laetare, alleluia:
Quia quem meruisti portare. alleluia,
Resurrexit, sicut dixit, alleluia,
Ora pro nobis Deum, alleluia.
Gaude et laetare, Virgo Maria, alleluia.
Quia surrexit Dominus vere, alleluia.
Oremus.
Deus, qui per resurrectionem Filii tui, Domini nostri Iesu Christi, mundum laetificare dignatus es: praesta, quaesumus, ut per eius Genitricem Virginem Mariam, perpetuae capiamus gaudia vitae. Per eundem Christum Dominum nostrum. Amen.

## 한국어 번역

### 로마 가톨릭교회
- 현재 (1997년 새 번역)

부활 삼종기도 (예수부활대축일부터 성령강림대축일까지)
○ 하늘의 모후님, 기뻐하소서. 알렐루야.
● 태중에 모시던 아드님께서, 알렐루야.
○ 말씀하신 대로 부활하셨나이다. 알렐루야.
● 저희를 위하여 하느님께 빌어주소서. 알렐루야.
○ 동정 마리아님, 기뻐하시며 즐거워하소서. 알렐루야.
● 주님께서 참으로 부활하셨나이다. 알렐루야.
† 기도합시다.
하느님, 성자 우리 주 예수 그리스도의 부활로
온 세상을 기쁘게 하셨으니
성자의 어머니 동정 마리아의 도움으로
영생의 즐거움을 얻게 하소서.
우리 주 그리스도를 통하여 비나이다.
◎ 아멘.
- 1997년 새 번역 이전

부활 삼종기도 (예수부활대축일부터 성신강림대축일까지)
천상의 모후여, 기뻐하소서. 알렐루야.
태중에 모시던 아드님께서. 알렐루야.
말씀하신 대로 부활하셨도다. 알렐루야.
우리를 위하여 천주께 빌으소서. 알렐루야.
동정 마리아여, 기뻐하시며 즐기소서. 알렐루야.
주 참으로 부활하셨도다. 알렐루야.
기도합시다.
천주여, 성자 우리 주 예수 그리스도의 부활로
온 세상을 기쁘게 하셨으니,
그 모친 동정 마리아의 도우심으로
영생의 즐거움을 얻게 하소서.
우리 주 그리스도를 통하여 비나이다.
아멘.
- 제 2차 바티칸 공의회 이전

희락 삼종경 (망부활날 오정부터 성삼주일 전날 정오까지)
[계]천상의 모후여 즐기소서. 알렐루야.
[응]이미 너 잉태하신 자. 알렐루야.
[계]전에 하신 말씀대로 부활하여 계심이로다. 알렐루야.
[응]우리를 위하여 천주께 빌으소서. 알렐루야.
[계]동정 마리아여 기뻐하시며 즐기소서. 알렐루야.
[응]주 참으로 부활하여 계심이로다. 알렐루야.
빌지어다.
천주여, 이미 네 아들
오주 예수 그리스도의 부활하심으로
온 천하를 즐겁게 하신지라.
구하오니 우리로 하여금 그 모친 동정 마리아를 힘입어,
상생의 낙을 누리게 하시되,
우리 주 그리스도를 인하여 하소서. 아멘.
※망부활: 부활성야
※성삼주일: 삼위일체 대축일
※상생: 영생 (영원한 삶)
※오주: 우리 주

## 같이 보기
- 천상의 모후
- 삼종기도